# 花壇福延宮
24°01′27″N 120°32′23″E / 24.024192°N 120.539723°E
花壇福延宮是一座位在彰化縣花壇鄉花壇村主祀護國尊王的廟宇，為當地的庄頭公廟，亦是重要的信仰中心。

## 地理位置

### 新廟
位於平和街上，花壇公有零售市場的後方，花壇社區活動中心的隔壁。

### 舊廟

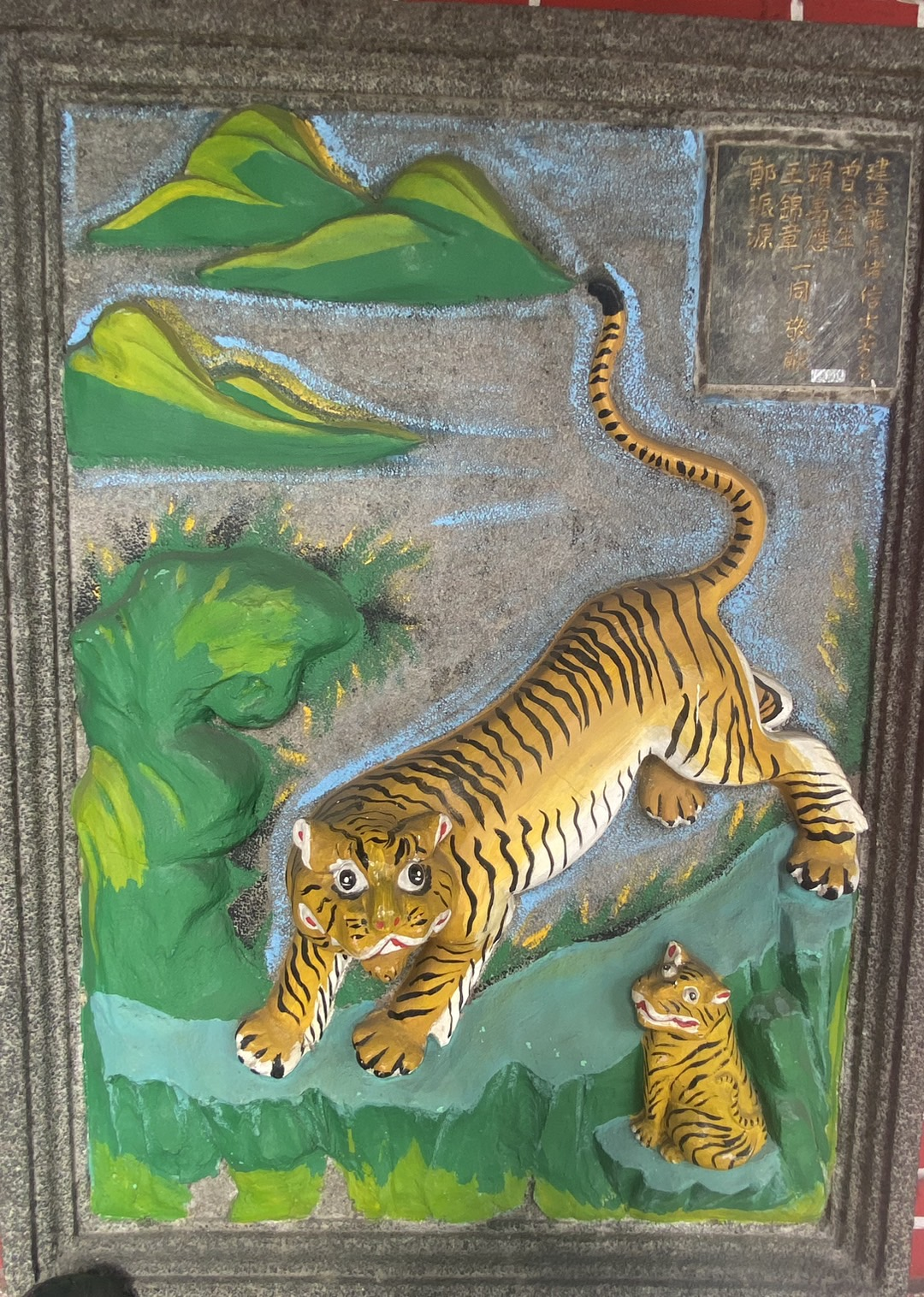
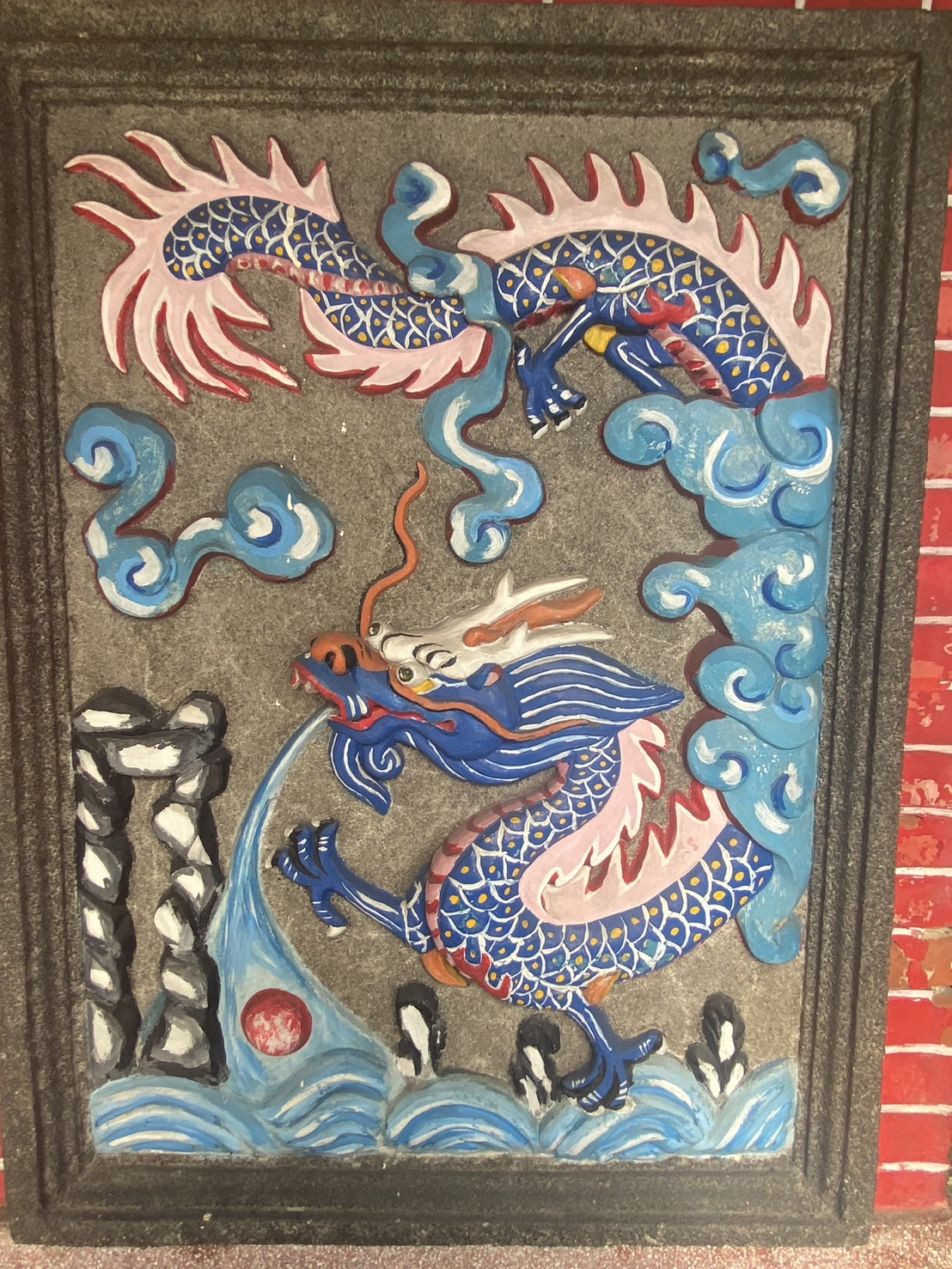

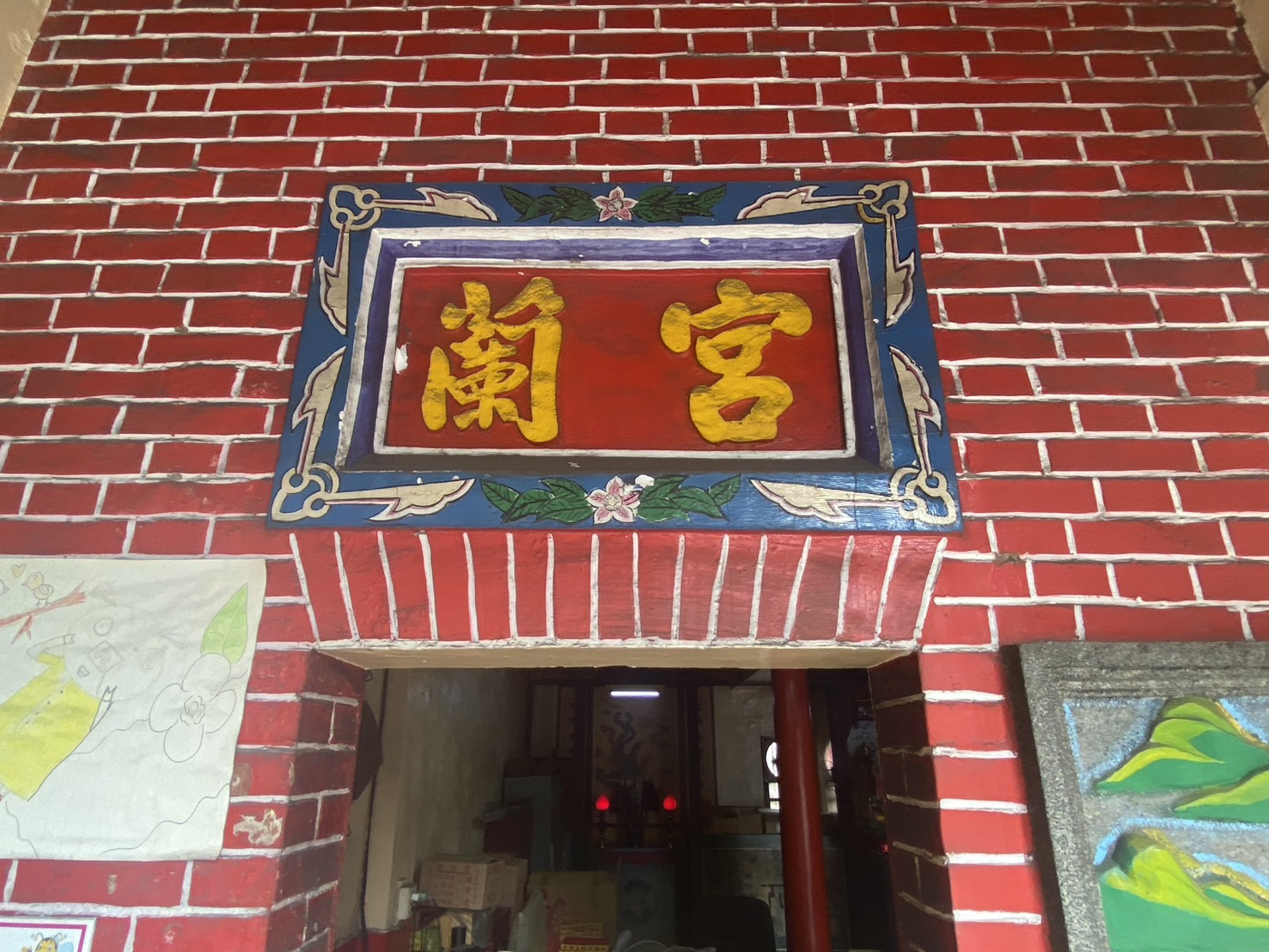
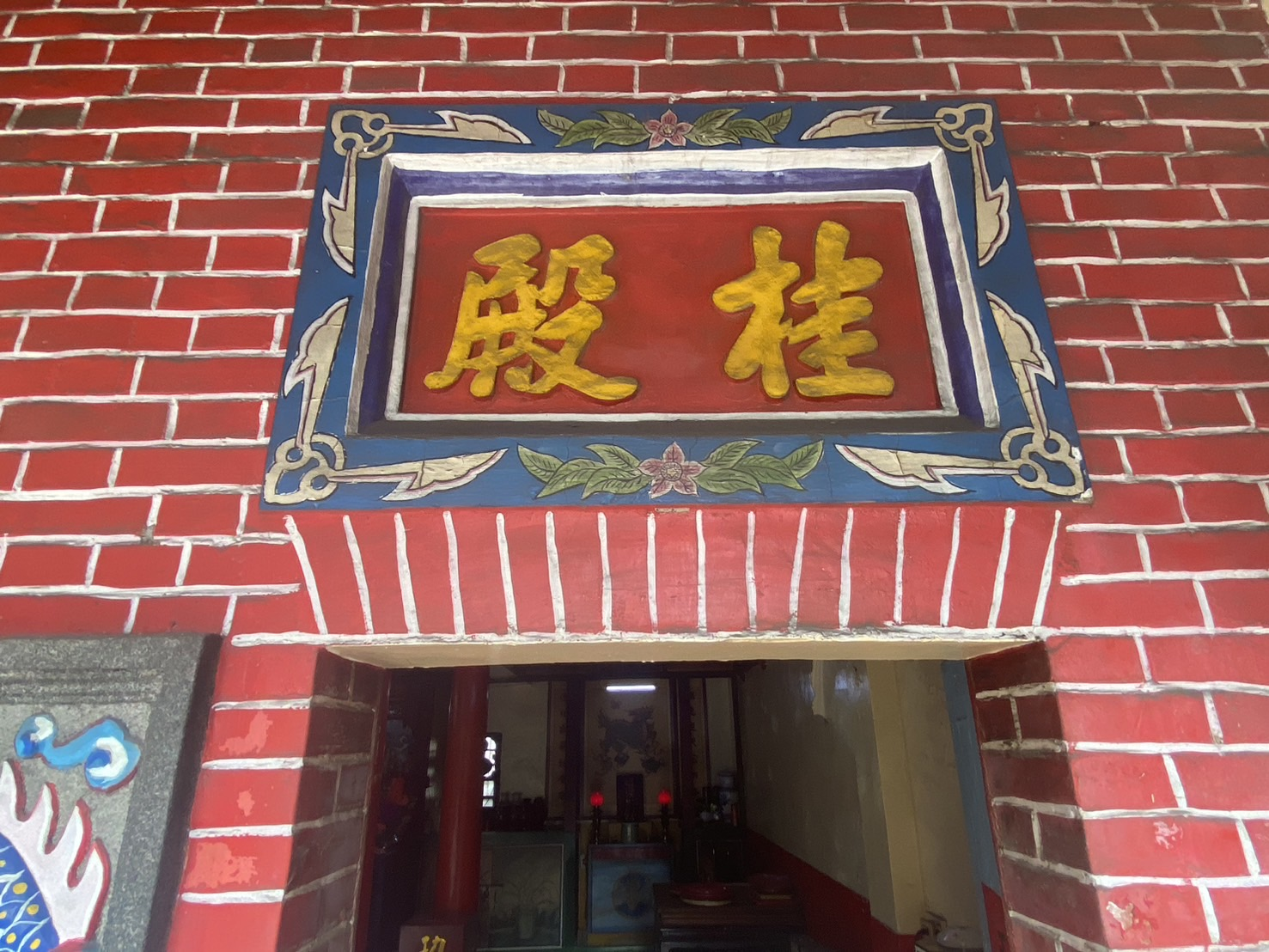

位於花壇街和光明路交叉路口附近，周圍有許多的老建築。

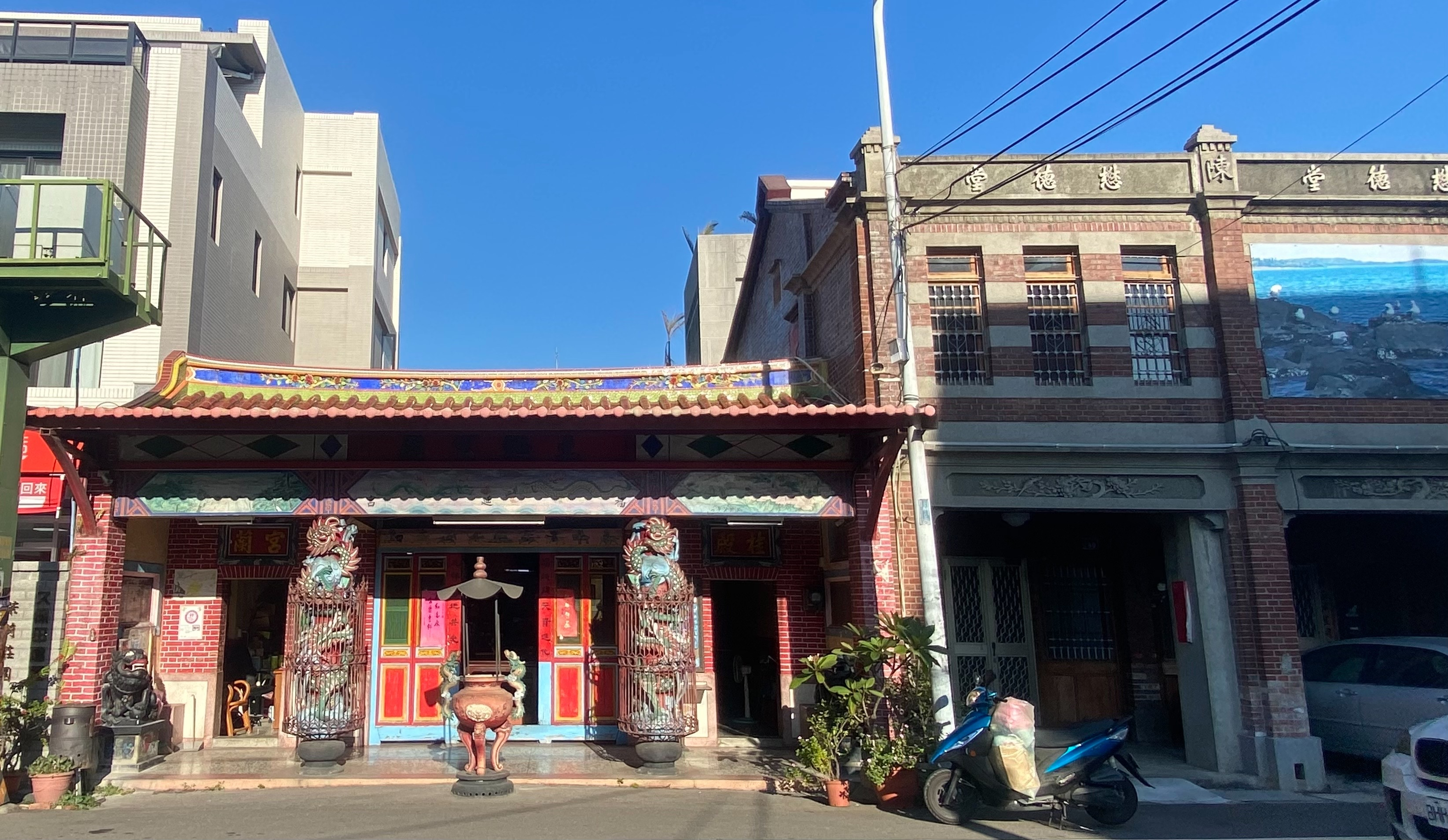
福延宮舊廟與周圍的老建築「懋德堂」 (Note: 懋德堂的前身為陳添旺中醫師所開設的「懋德中醫」診所，至今已有百年歷史。)

## 歷史
清嘉慶年間，施世榜後代子孫於花壇經商，自鹿港奉請福德正神，施姓員外欲返回鹿港時，在當地居民的積極爭取下將福德正神留於花壇奉祀，並劃設「土地公地」作為廟址，後由蔡姓大德迎奉護國尊王為主神，洪姓大德迎奉馬府千歲，廟址因水災或其他因素經歷多次變動，民國77年因為花壇街的拓寬工程，各方信徒建立基金蓋新廟，聘請堪舆師選定方位坐甲山兼寅，於民國87年12月完成，平和街新廟(現址)廟高三樓，並由時任台灣省政府主席趙守博剪綵，但仍然保留花壇街舊廟供奉福德正神，形成「一宮二廟」的特殊景緻。

### 護國尊王香火來源
護國尊王為東晉時期的著名政治家謝安，福延宮由於缺乏文獻記載，祖廟為何處已經不可考，當地耆老口述:福延宮護國尊王是來自於當地的「濟陽蔡氏」望族，一位先生帶了護國尊王的香火由唐山過海來台到花壇 的私塾供奉，護國尊王神威顯赫，庇祐地方安寧，幫當地居民解決疑難雜症，為了能更方便的服務信眾，應村民要求，迎奉到福延宮當主神。
|                                                                         |                              |              |
| 民國49年（1960）彰化花壇福 延宮新廟建築落成留影(蔣敏全提供於文化部網站) | 花壇街舊廟(現為供奉福德正神) | 護國尊王帥旗 |

### 台灣區奉祀謝安王公祖嫡系廟聯誼會（兄弟廟）

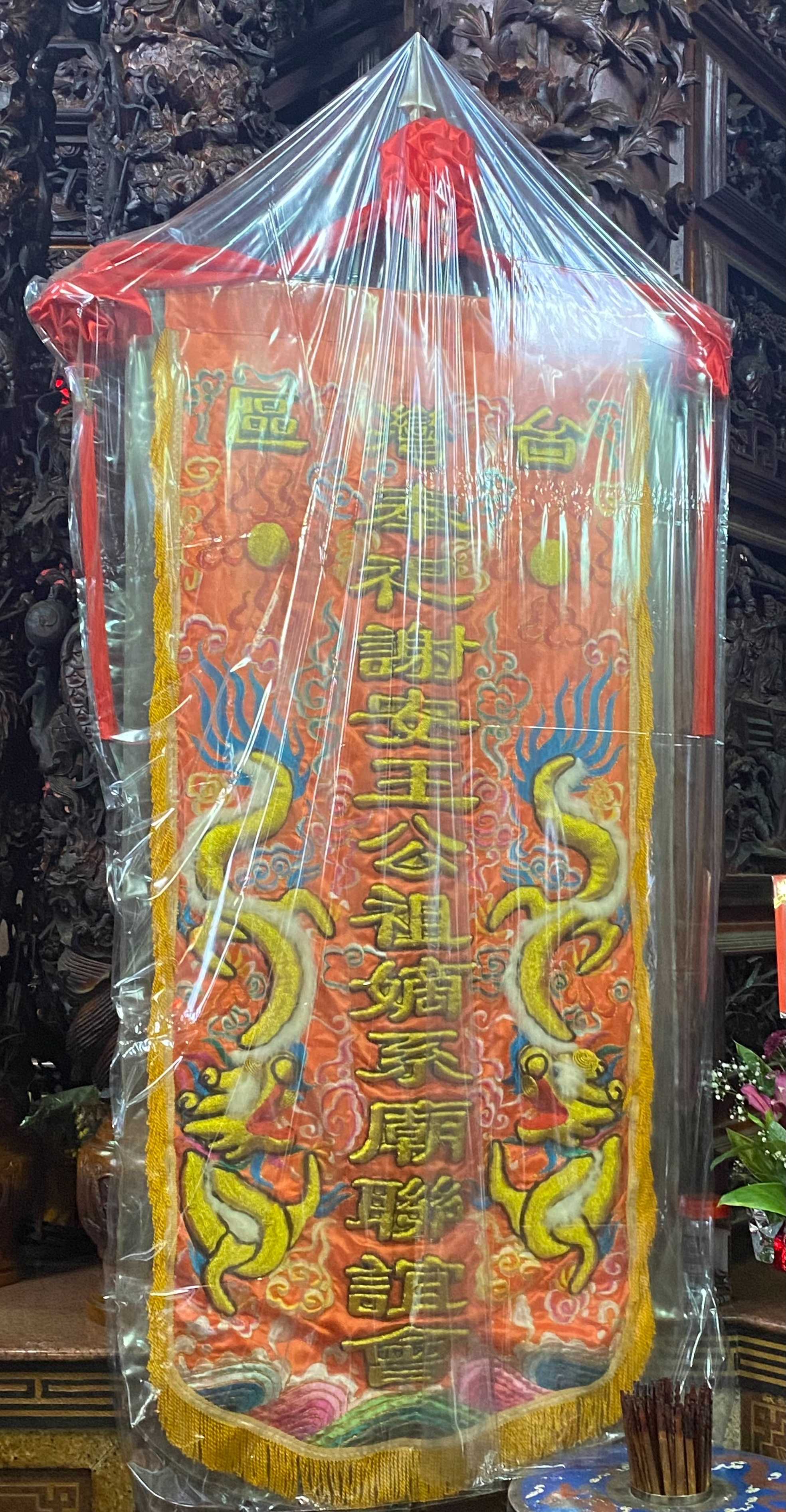
台灣區奉祀謝安王公祖嫡系廟聯誼會會旗 (Note: 台灣區奉祀謝安王公祖嫡系廟聯誼會會旗由聯誼會中各廟輪流持有，持有的該年將會負責主辦聯誼活動，民國113年(2024)由花壇福延宮舉行。)

福延宮的第三屆主委楊錦利為了瞭解主神的真名，走遍各地尋根，有日前往台南新化天壇護安宮參香造訪時，知悉福延宮與天壇護安宮同樣奉祀護國尊王，從此兩廟結為兄弟廟。台灣區奉祀謝安王公祖廟聯誼會於民國77年（1988年）創立後，該廟也是成員之一，聯誼會的兄弟廟每年會輪流舉辦聯誼大會。

## 廟景圖集

### 新廟

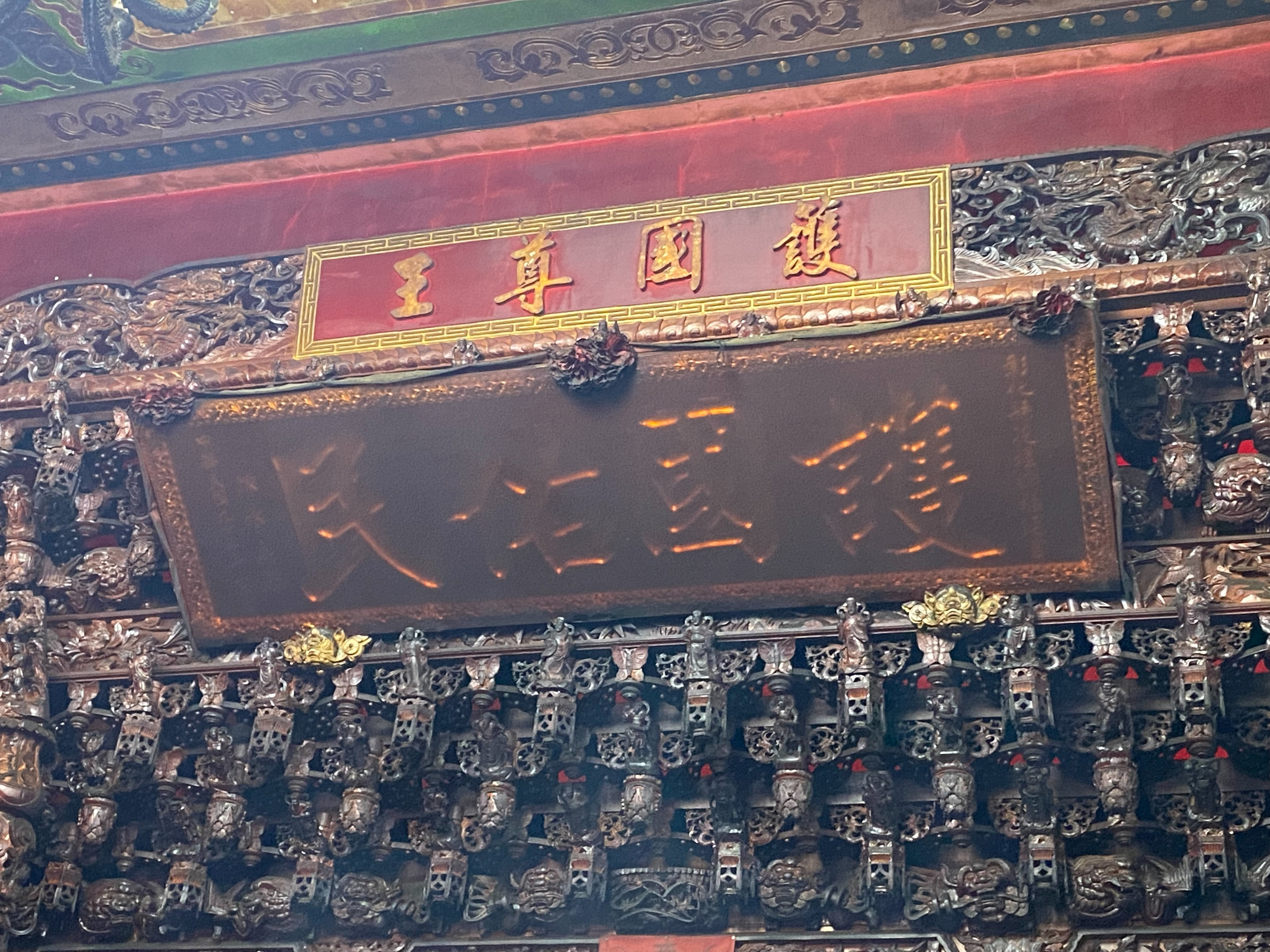
總統陳水扁贈與福延宮的護國佑民匾
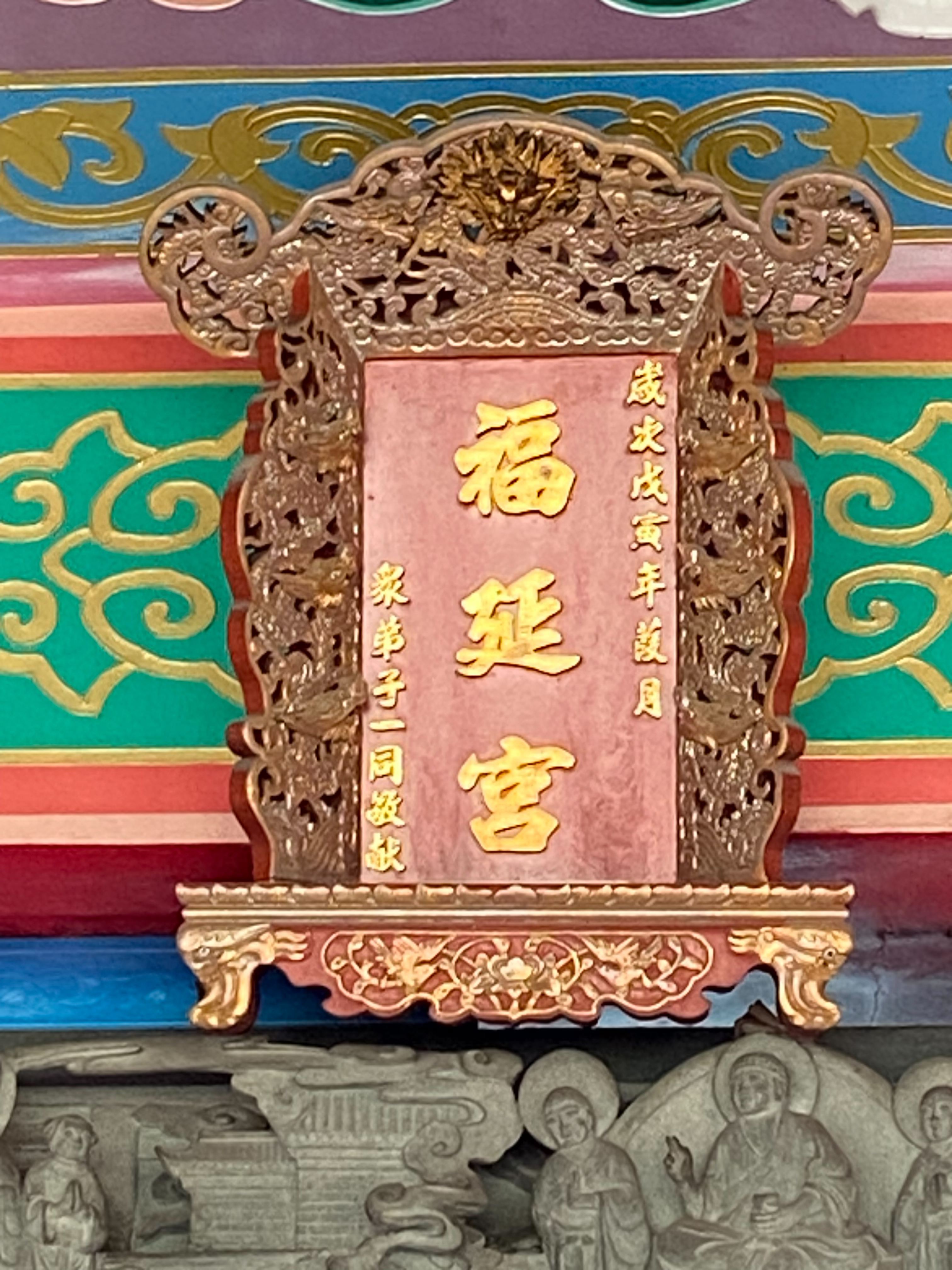
福延宮的玉旨牌位於二樓觀音殿
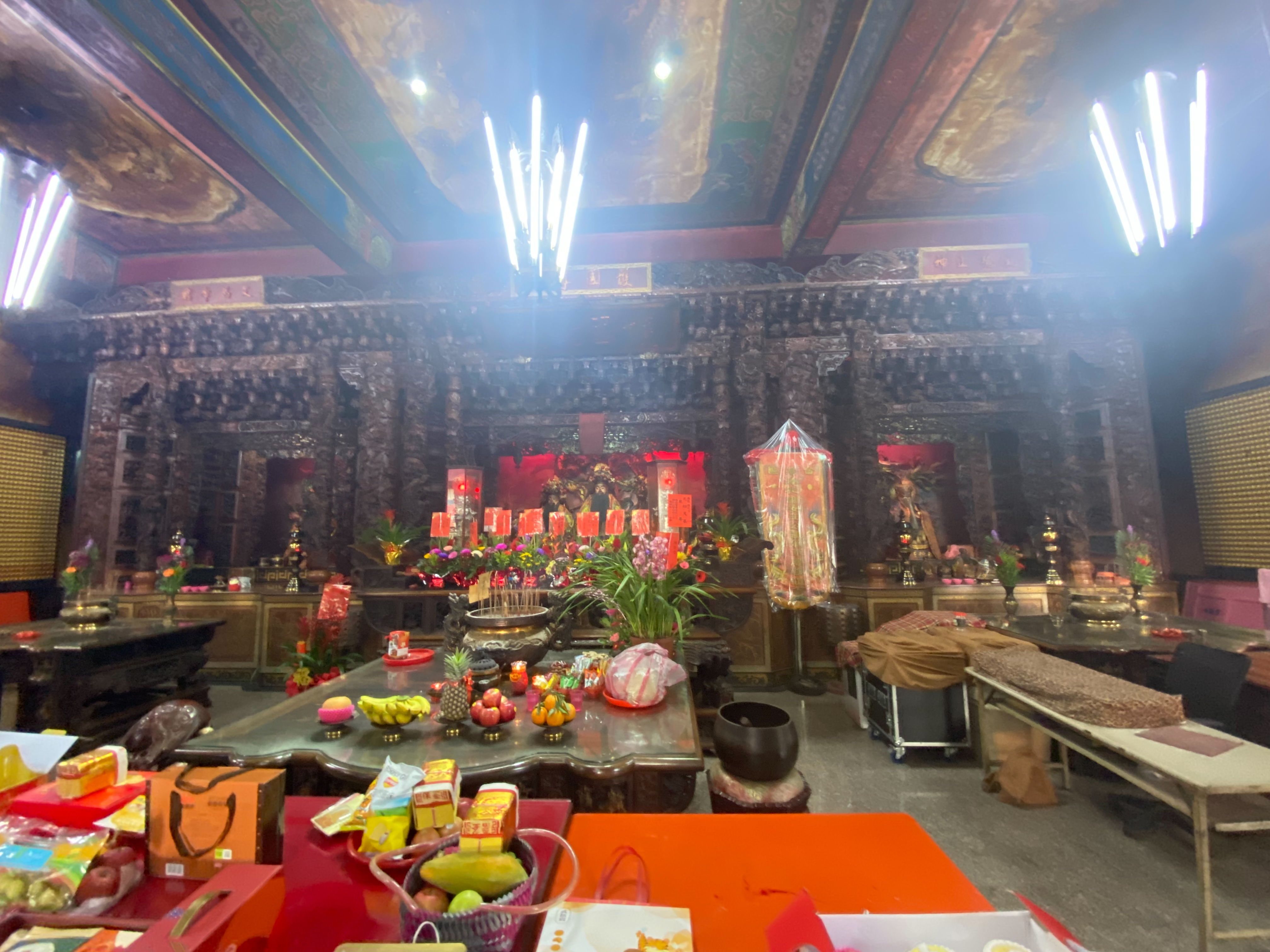
福延宮正殿

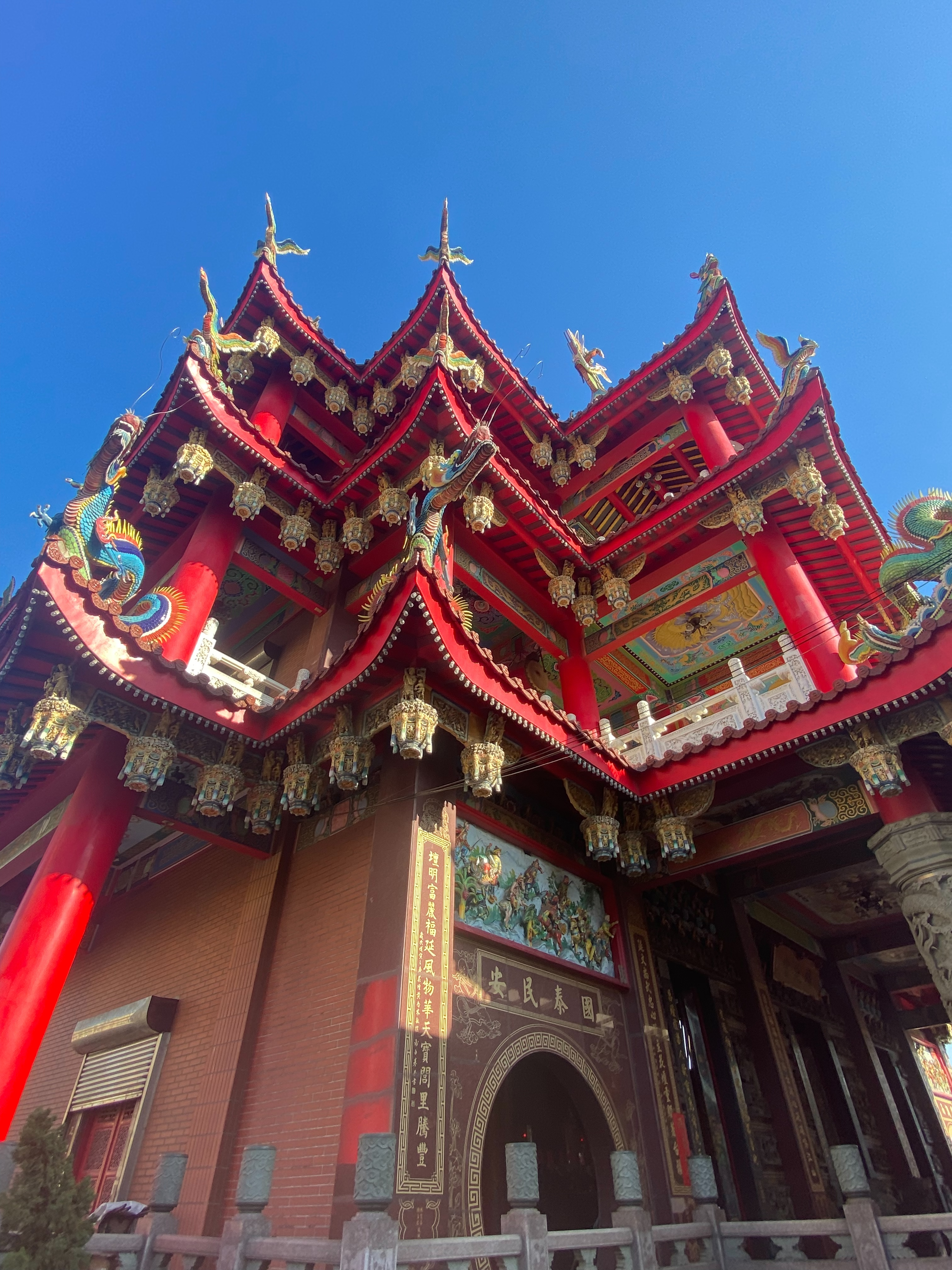
福延宮飛簷的特殊設計
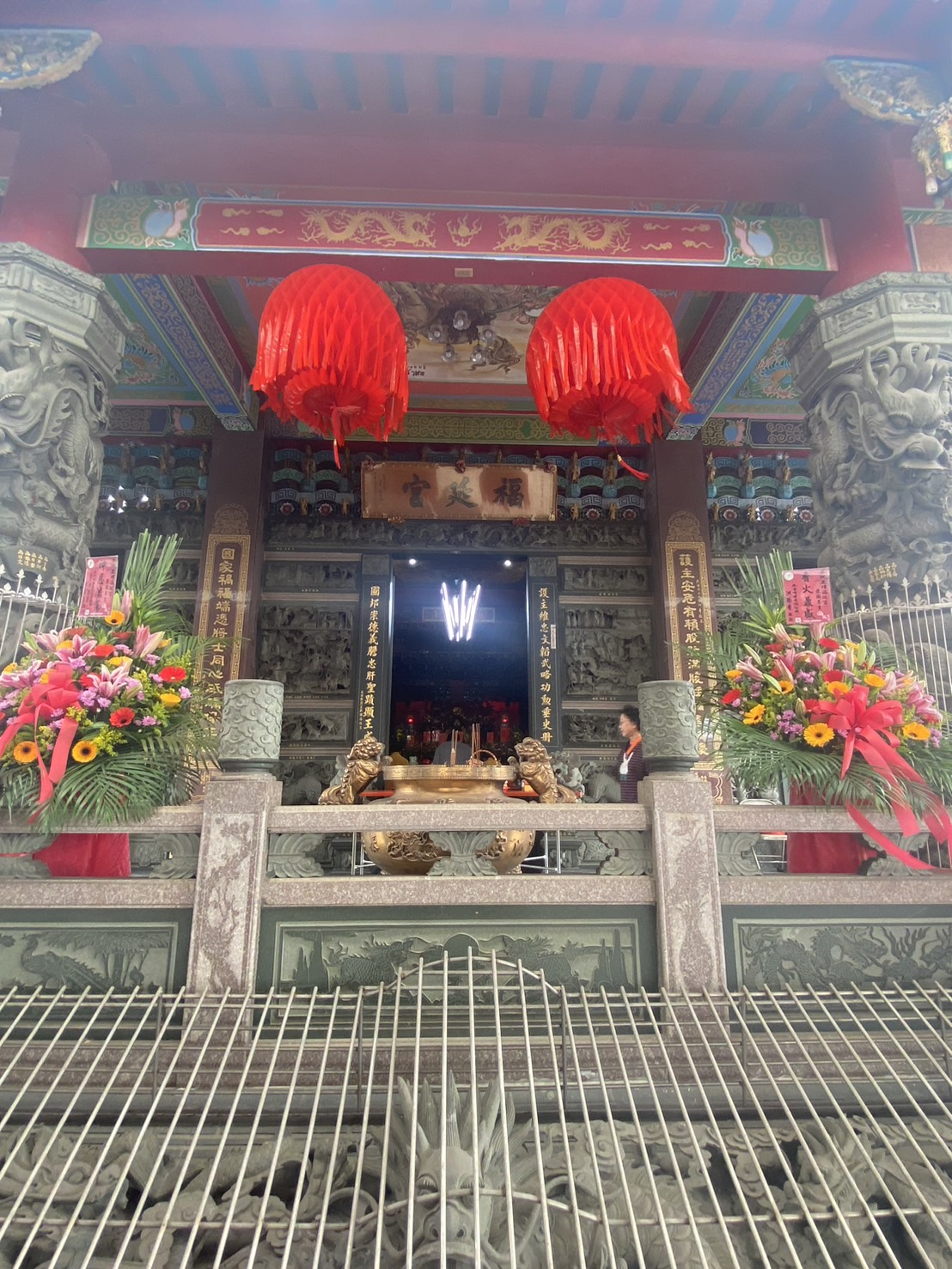
時任台灣省政府主席趙守博贈與福延宮的匾額
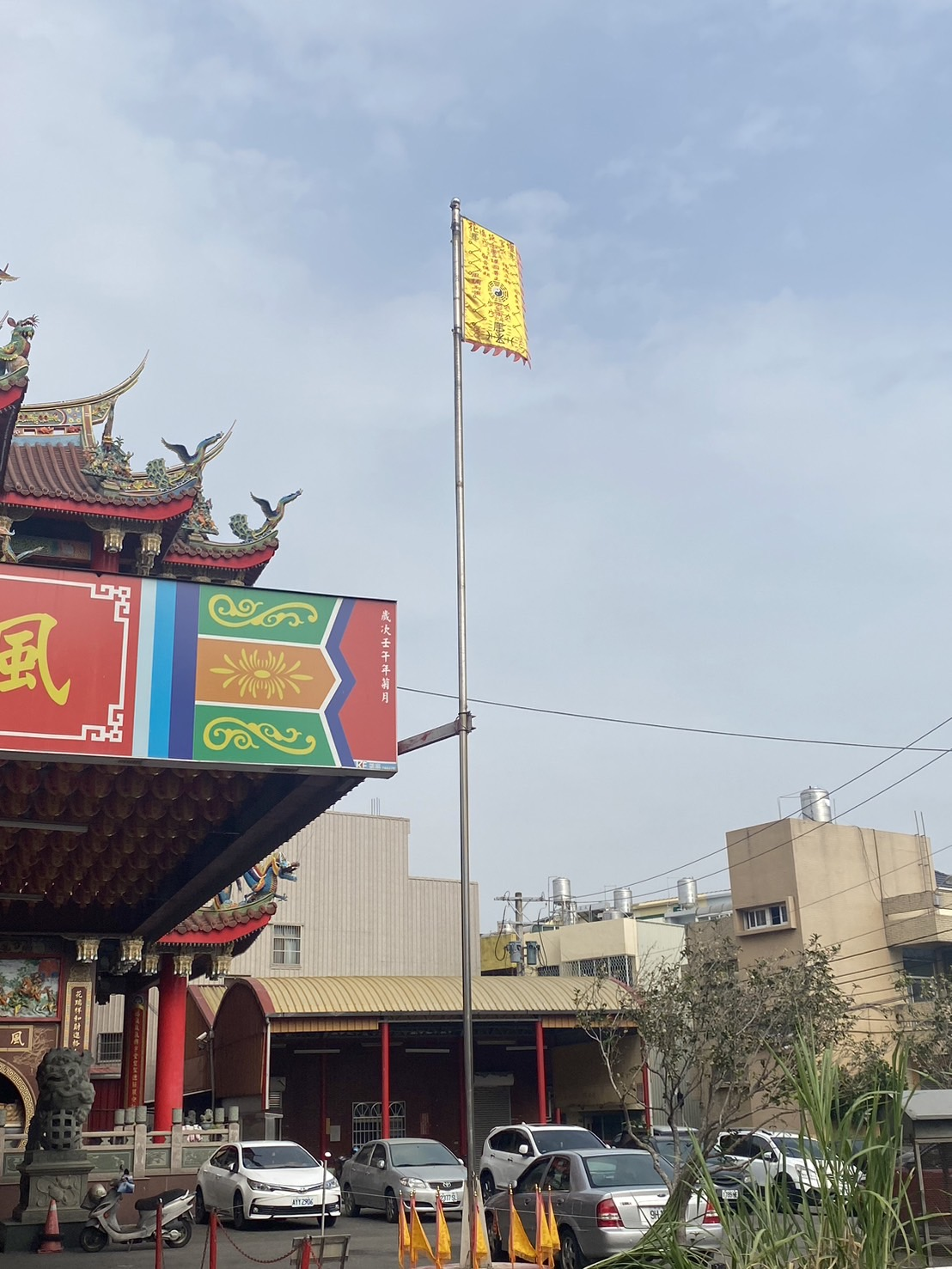
天旗

### 舊廟
位於三川殿的龍虎堵
重修碑文

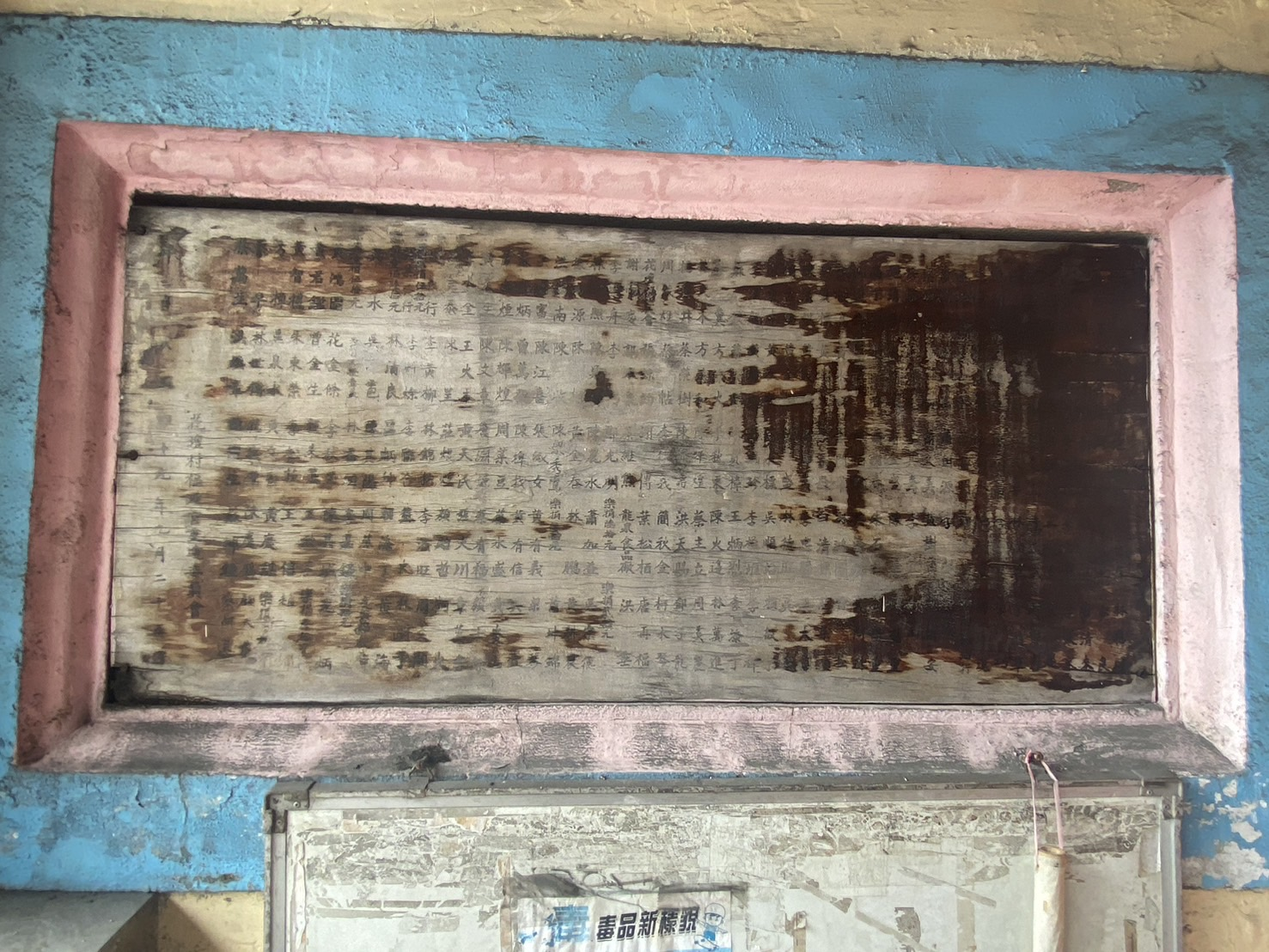
民國49年福延宮重建委員會碑文
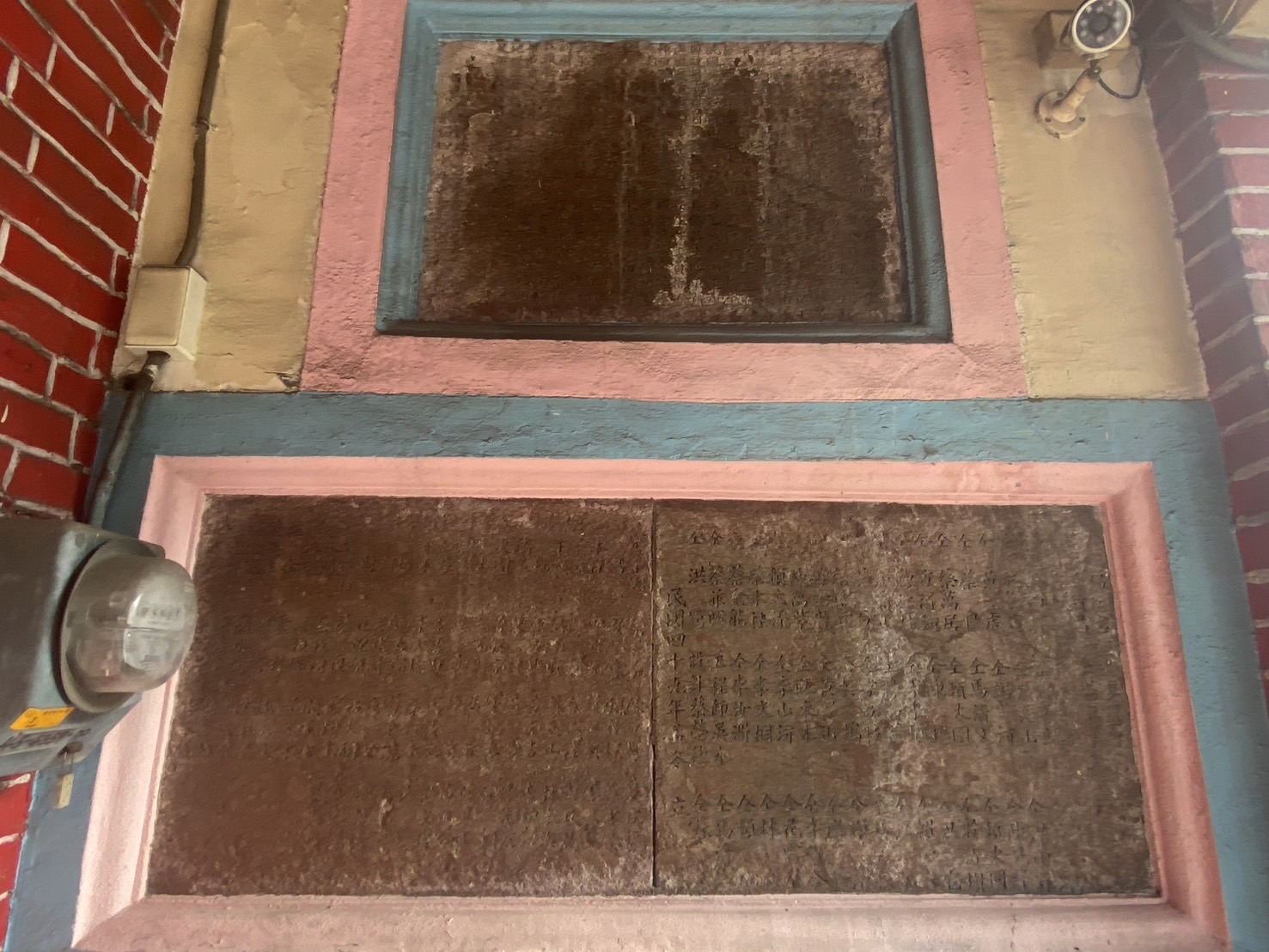
福延宮舊廟沿革及芳名錄

桂殿蘭宮
藏匾與格局

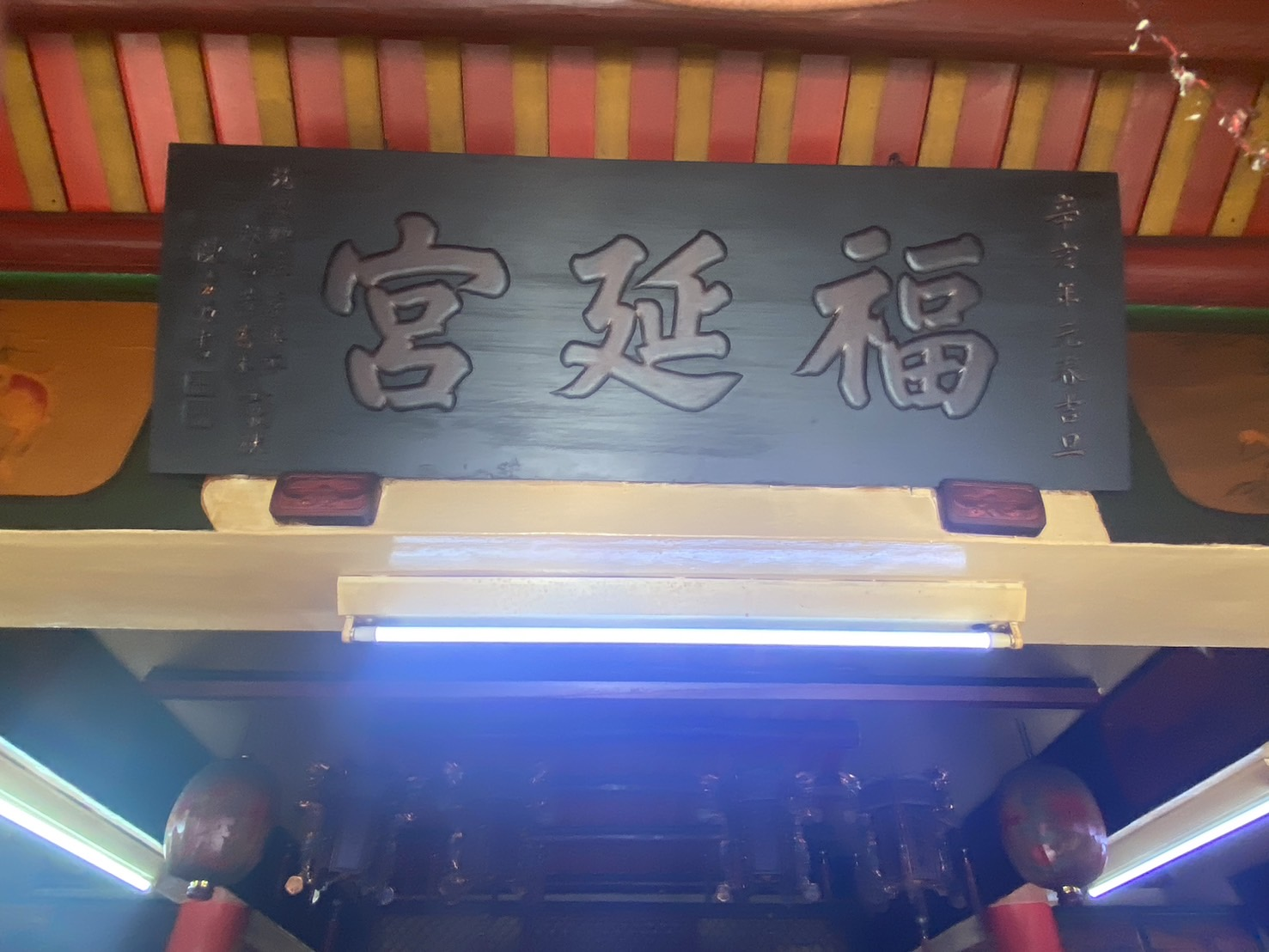
時任花壇鄉長贈與福延宮舊廟的匾額
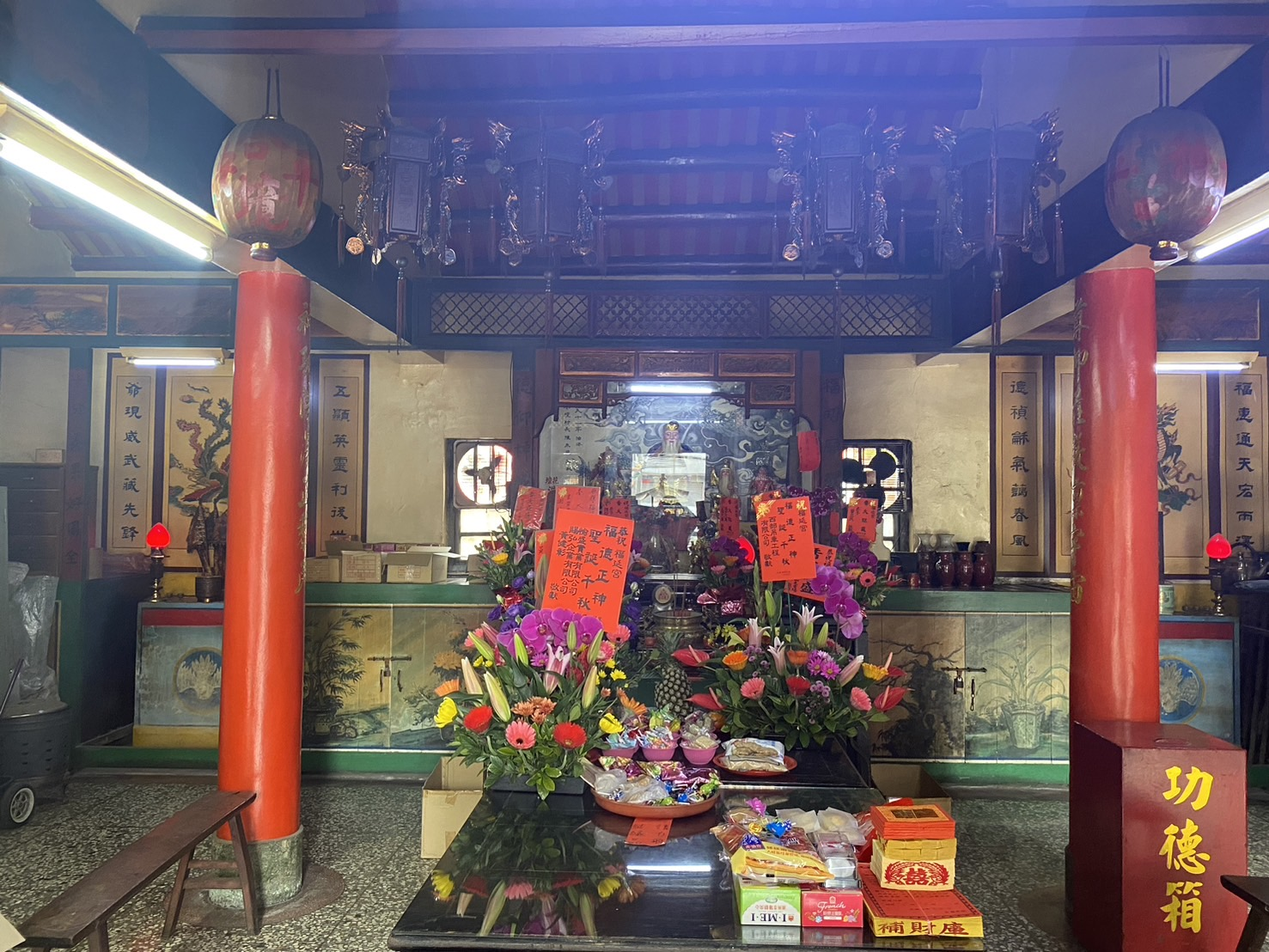
福延宮舊廟正殿
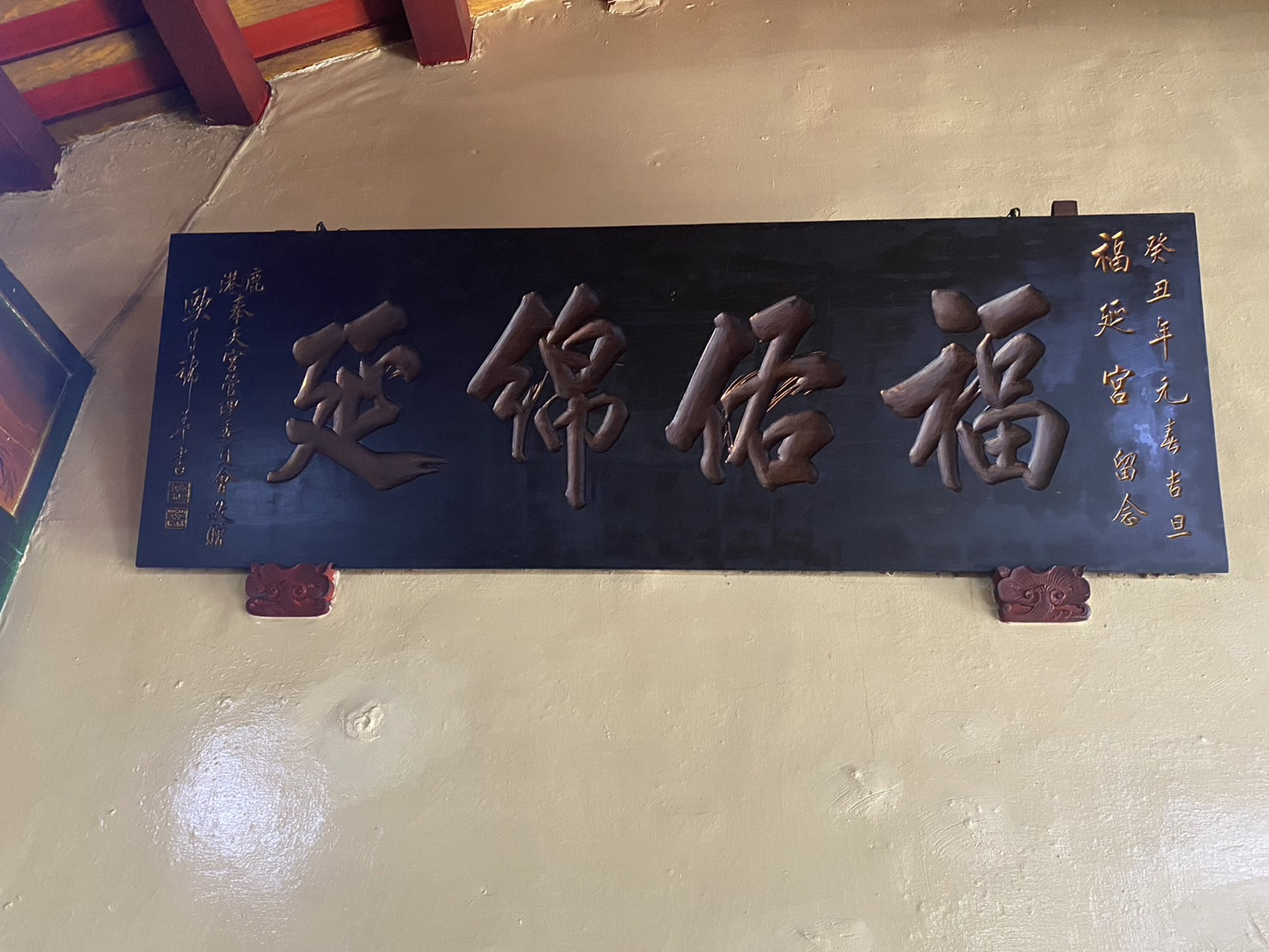
鹿港奉天宮贈與福延宮的「福佑錦延」匾

## 祀神
福延宮除了護國尊王外，另有奉祀蘇府王爺、馬府千歲、太子爺、神農大帝、虎爺、文昌帝君、福德正神、觀音佛祖、天上聖母、註生娘娘、玉皇大帝、北斗星君、南斗星君、太歲、五營神等神祇。

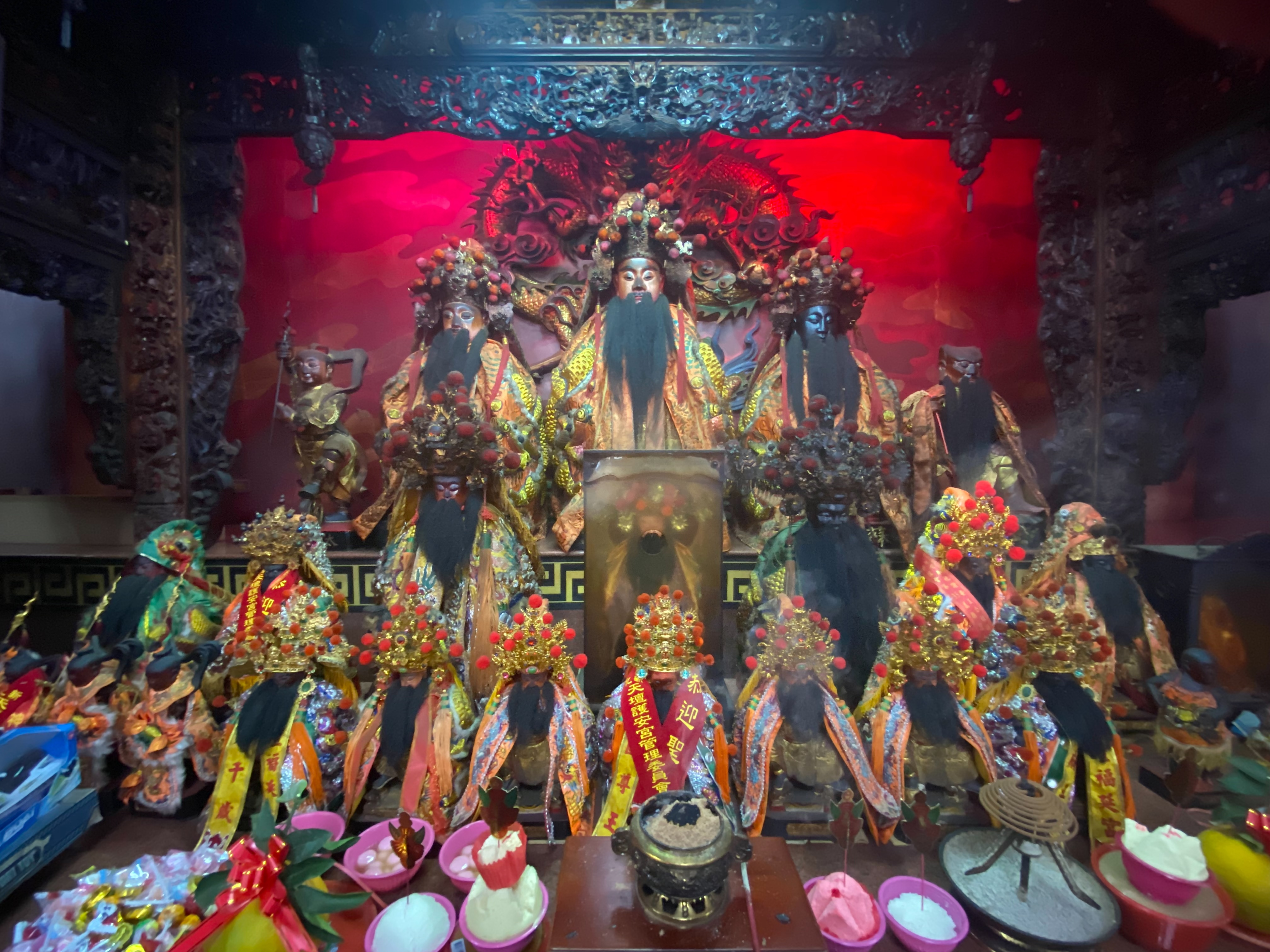
福延宮正殿神尊 (Note: 福延宮在早年為了方便服務信眾，神像時常讓信眾請回家中作客鎮宅，但因此久而久之，福延宮開基謝安神尊已不知去處。據當地耆老所述，原護國尊王開基祖神像為黑面。)

### 正殿
|          |                                        |          |
| 文昌帝君 | 馬府千歲(左) 護國尊王(中) 蘇府王爺(右) | 福德正神 |

### 二樓
|          |          |          |
| 註生娘娘 | 觀音佛祖 | 天上聖母 |

### 三樓
|          |          |          |
| 北斗星君 | 玉皇大帝 | 南斗星君 |

### 舊廟
|          |                    |                                |
| 五營將軍 | 福德正神及其他神祇 | 清朝光緒三年福延宮福德正神神位 |

## 宗教活動
- 農曆正月十三（護國尊王聖誕千秋），廟方會準備抽獎晚會和各項活動，替尊王公祝壽。

- 農曆七月十二(中元節前)舉辦普渡法會。

- 農曆十月十五(下元節)舉辦謝平安(或稱「收兵」)法會。

諸位眾神聖誕亦會誦經或請布袋戲團演出，逢農曆初一、十五誦經。
|                                                                         |                |                          |
| 正月十三的福延宮正殿，眾信徒帶壽桃、 壽麵、鮮花素果等供品向護國尊王祝壽 | 福延宮誦經法會 | 正在準備中的正月十三晚會 |

## 外部連結
- 花壇福延宮的Facebook專頁
- YouTube上的福延宮正月十三摸彩晚會現場
- YouTube上的新型冠狀病毒疫情流行期間有善心信徒捐贈福延宮口罩供信徒索取的相關報導
- YouTube上的福延宮中元普渡法會